# Cochapeti (distrito)
Cochapeti é um dos cinco distritos que formam a Província de Huarmey, situada no Ancash, pertencente a região Ancash, Peru.

## Transporte
O distrito de Cochapeti não é servido pelo sistema de estradas terrestres do Peru.